# Praha archeologická
Webový portál Praha archeologická je virtuální výzkumné prostředí poskytující podporu výzkumu, památkovému managementu a prezentaci poznatků o pražské archeologii a s ní úzce souvisejících vědních oborech. Jedná se o společný projekt Oddělení archeologie středověku ARÚP a Archeologického odboru Územního odborného pracoviště NPÚ v Praze.
Portál obsahuje pět základních tematických sekcí, které se zabývají archeologicky zkoumanými plochami, vývojem pražské aglomerace v minulosti, památkovou péčí, interdisciplinárním výzkumem a prezentací pražské archeologie pro veřejnost. Obsahem těchto sekcí jsou především datové služby poskytované zejména ARÚP a NPÚ, zahrnuta jsou mj. data AIS CR a Památkového katalogu, dále jsou zde vizualizována nově adjustovaná data relevantní pro pražskou archeologii; podkladové mapy jsou poskytovány třetími stranami (ČÚZK, IPR hl. m. Prahy). Součástí portálu je též prostředí pro multimediální webové prezentace, které bude v roce 2021 doplněno aplikacemi pro iOS a OS ANDROID.
Jako součást kanálu jsou provozovány také kanály nových médií na platformách YouTube a Sketchfab, nechybí ale ani tištěný průvodce pražskou archeologií.

## Historie
- 2011: umírá Ladislav Hrdlička, který od 80. let systematicky shromažďoval informace o archeologickém výzkumu v pražském městském jádru (analogová Mapa archeologických dokumentačních bodů; zkratka MADB);[1] pražská archeologie ztrácí nejen jednu z legendárních postav, ale také jednotnou evidenci rozsahu a výsledků výzkumu
- 2012: navržena základní vize portálu (I. Boháčová – ARÚP; J. Podliska – NPÚ) v rámci grantové přihlášky projektu NAKI (MK ČR): Integrovaný informační systém archeologických pramenů Prahy
- 2013–2017: doba řešení projektu; zformování pracovního kolektivu[2],[3]
- 2016: první představení portálu veřejnosti jako platformy virtuální výstavy v rámci národních oslav 700. výročí narození Karla IV; portál zařazen mezi služby archeologického informačního systému ČR

- 2017: vychází publikace knižního průvodce[4] (druhé upravené vydání o rok později);[5] začíná on-line sběr aktuálních dat MADB prostřednictvím aplikace Archeologická mapa České republiky
- 2018: realizace projektu Strategie AV21: Za branami zemské metropole: předindustriální krajina Velké Prahy
- 2020: realizace projektu Strategie AV21: Virtuální průvodce pražskou archeologií; ve spolupráci s Oddělením informačních zdrojů a archeologie krajiny Archeologického ústavu Akademie věd České republiky v Praze (OIZAK) jsou publikována revidovaná data MADB z pozůstalosti Ladislava Hrdličky
- 2021: klip Karlův most – stavba pilíře a klenebního pole ve 14. století, prezentovaný na YouTube kanálu, získal přes 2 miliony zhlédnutí

## Principy
Hlavními principy portálu Praha archeologická jsou:
- sdílení dat vytvářených klíčovými institucemi zabývajícími se pražskou archeologií (Archeologický ústav Akademie věd České republiky, NPÚ, další organizace oprávněné k archeologickým výzkumům na území hl. m. Prahy, Muzeum hl. m. Prahy)
- vzájemná prostorová kontextualizace mapových vrstev
- maximálně otevřená prezentace dat (anonymní prohlížení a stahování dat pod licencí Creative Commons Attribution – Noncommercial – No Derivate Works 3.0 Unported Licence)
- prohlubování povědomí široké veřejnosti o minulosti Prahy a archeologických hodnotách pražské městské i příměstské krajiny
- posilování vazeb mezi komunitami, které mají odborný, profesní i privátní zájem na pražském archeologickém dědictví

## Datový tok
Základním myšlenkou portálu je sdružování relevantních odborných map v jednom webovém prostředí geografického informačního systému:
- pokud jsou data dostupná jako aktivní mapové služby, načítá je portál prostřednictvím příslušných rozhraní (API Archeologického informačního systému ČR, standardní formáty mapových služeb); principy datové akvizice se zde řídí podmínkami poskytovatele příslušné služby
- pokud odborná mapa není dostupná jako mapová služba, bylo přikročeno k její nové adjustaci (datový reusing)
- data určená pro prezentaci pražské archeologie široké veřejnosti jsou vytvářena komunitou uživatelů z odborných institucí prostřednictvím redakčního systému (crowdsourcing)
- součástí portálu jsou mapové podklady třetích stran